# Rameau méningé du nerf vague
Le rameau méningé du nerf vague est l'une des premières branches du nerf vague issu des neurones du ganglion supérieur.
La branche méningée pénètre dans la base du crâne via le foramen jugulaire.
Il innerve la dure-mère dans la fosse crânienne postérieure,.